# اولیشینو
اولیشینو (به لاتین: Olyushino) یک منطقهٔ مسکونی در روسیه است که در استان آرخانگلسک واقع شده‌است.